# Горан Даничић
Горан Даничић (Титово Ужице, 14. децембар 1962 — Београд, 10. фебруар 2021) био је српски глумац. Најпознатији је по тумачењу улога Рокија у серији Срећни људи и Милета у филму Кад порастем бићу Кенгур.
Био је ожењен Сањом Домазет Даничић, професором новинарства на Факултету политичких наука Универзитета у Београду (УБ). Из тога брака имао је кћерку Настасју Аљу Даничић (1998), студенткињу позоришне и радио режије на Факултету драмских уметности у Београду.
Преминуо је изненада у 58. години живота у Београду 10. фебруара 2021. Сахрањен је 11. фебруара 2021. године на Новом гробљу у Београду.

## Филмографија
| Год.       | Назив                                  | Улога                                  |
| ---------- | -------------------------------------- | -------------------------------------- |
| 1980-е     |                                        |                                        |
| 1982.      | Бунар                                  |                                        |
| 1987.      | Погрешна процена                       | Агент                                  |
| 1988.      | Заборављени                            | Фокс                                   |
| 1989.      | Сабирни центар                         | Кесер                                  |
| 1989.      | Балкан експрес 2                       | немачки стражар на аеродрому           |
| 1990-е     |                                        |                                        |
| 1990.      | Ваљевска болница                       | Пепи                                   |
| 1990.      | Агенција Киком                         | Мандрак                                |
| 1990.      | Заборављени                            | Фокс                                   |
| 1991.      | Најтоплији дан у години                |                                        |
| 1992.      | Девојка с лампом                       |                                        |
| 1992.      | Ми нисмо анђели                        | Радош „Џони“                           |
| 1993.      | Кажи зашто ме остави                   | Келнер                                 |
| 1993.      | Тесла (ТВ филм)                        | Глиша                                  |
| 1994.      | Ни на небу, ни на земљи                |                                        |
| 1994.      | Дневник увреда 1993.                   | таксиста 2                             |
| 1994.      | Рођен као ратник                       |                                        |
| 1993—1994. | Срећни људи                            | Озренов телохранитељ Роки              |
| 1994.      | Вуковар, једна прича                   | Бруно                                  |
| 1995.      | Симпатија и антипатија                 | Аврам                                  |
| 1994—1995. | Отворена врата                         | Стојан                                 |
| 1998.      | Голубовића апотека                     | Ћора                                   |
| 1999.      | Пролеће у Лимасолу                     |                                        |
| 1999.      | Небеска удица                          | таксиста                               |
| 2000-е     |                                        |                                        |
| 2001.      | Рондо (ТВ филм)                        | Таксиста                               |
| 2002.      | Класа 2002                             | Обезбеђење                             |
| 2002.      | Мала ноћна музика                      | Кики                                   |
| 2002.      | Казнени простор (ТВ серија)            | Медведова муштерија                    |
| 2002.      | Кордон                                 |                                        |
| 2002.      | Новогодишње венчање                    | Петар Маринковић                       |
| 2003.      | Сироти мали хрчки 2010                 | шеф специјалаца                        |
| 2003.      | Мали свет                              | Стражар                                |
| 2003.      | Сјај у очима                           | Гангстер                               |
| 2003.      | Црни Груја                             | Станоје                                |
| 2004.      | Пљачка Трећег рајха                    | Шварцкоф                               |
| 2004.      | Кад порастем бићу Кенгур               | Миле                                   |
| 2004.      | Смешне и друге приче                   |                                        |
| 2004.      | Пад у рај                              | Силеџија                               |
| 2004.      | Јесен стиже, дуњо моја                 | Лисијен Спиноза                        |
| 2004.      | Лифт                                   | Тип у оделу                            |
| 2005.      | Ивкова слава                           | Трифун                                 |
| 2006.      | Где цвета лимун жут                    | Новинар                                |
| 2007.      | Позориште у кући                       | мајстор                                |
| 2007.      | Тегла пуна ваздуха                     | Милиционер                             |
| 2008.      | Ближњи                                 | Зидар                                  |
| 2008.      | Краљевина Србија                       | Ђорђе Генчић                           |
| 2008.      | Вратиће се роде                        | Микијев човек                          |
| 2008.      | Рањени орао (ТВ серија)                | судија Богдановић                      |
| 2009.      | Друг Црни у НОБ-у                      | Вили / Марисав / Цветко / Ратко / Фриц |
| 2009.      | Јесен стиже, дуњо моја (ТВ серија)     | Лисијен Спиноза                        |
| 2010-е     |                                        |                                        |
| 2009—2010. | Грех њене мајке (ТВ серија)            | Обрад                                  |
| 2009—2011. | Село гори, а баба се чешља (ТВ серија) | Радован                                |
| 2011.      | Жене са Дедиња                         | ветеринар                              |
| 2012.      | Војна академија (ТВ серија)            | сељак                                  |
| 2013.      | Монтевидео, Бог те видео! (ТВ серија)  | жандарм у Винковцима 1                 |
| 2013.      | Друг Црни у НОБ-у (ТВ серија)          | Марислав/Цветко/Фриц                   |
| 2016.      | Santa Maria della Salute (филм)        | крчмар Браса                           |
| 2017.      | Santa Maria della Salute (ТВ серија)   | крчмар Браса                           |
| 2018.      | Немањићи — рађање краљевине            | Грубан                                 |
| 2019.      | Делиријум тременс                      | болничар Љубинко                       |
| 2019.      | Лавиринт Игора Васиљева                | наратор                                |
| 2019.      | Делиријум тременс (ТВ серија)          | болничар Љубинко                       |
| 2020-е     |                                        |                                        |
| 2020.      | Камионџије д. о. о.                    | шљункар                                |
| 2021.      | Клан (ТВ серија)                       | тренер                                 |
| 2021.      | Александар од Југославије (ТВ серија)  | председник скупштине                   |
| 2022.      | Комунистички рај                       |                                        |

## Награде
- Добитник две Годишње награде Југословенског драмског позоришта
- Награда за лепоту говора Бранивој Ђорђевић